# ㇰ
「ㇰ」は小書き片仮名の「ク」であり、アイヌ語および台湾語仮名と朝鮮語のカナ文字表記で使用される仮名のひとつである。前の音と組み合わせ1音節を形成する。通常、日本語では使用されない。
「ク」の発音と異なり、クを発音するかしないか（内破音）程度の息が漏れる場合に使用され、音節最後の「k」の発音となる。アイヌ語の場合は「閉音節の音節末子音K」となる。
台湾語仮名では「ak」「ek」「iak」「iok」「ok」「oak」の場合に使用される。
朝鮮語を仮名で表記する場合に、終声の「k」で使用される

## ㇰに関わる諸事項
- アイヌ語に対応する目的で、JIS X 0213で追加された仮名の一つである。
- アイヌ語はアイヌ語で「アイヌ・イタㇰ」となる。
- もともと存在した台湾仮名や、朝鮮語のテキストなどで使われていた小文字のカナと同じなので、近年は、この文字を台湾語や朝鮮語の表記に使われるようになっている。